# Incendio del Norman Atlantic
L'incendio del Norman Atlantic è stato un sinistro marittimo tipico occorso domenica 28 dicembre 2014 al traghetto Ro-pax Norman Atlantic, di proprietà della compagnia di navigazione italiana Visemar di Navigazione ma noleggiato dalla compagnia greca Anek Lines, per la quale operava sulle linee di collegamenti Italia-Grecia e viceversa.
L'incidente, avvenuto durante la navigazione sulla tratta tra Igoumenitsa e Ancona, ha gravemente danneggiato il traghetto causando almeno 9 vittime accertate, e 20 dispersi tra i passeggeri del Norman Atlantic (tra cui quattro clandestini, uno minorenne) oltre a due ulteriori vittime tra l'equipaggio di uno dei rimorchiatori inviati sul posto, l'albanese Iliria, a causa della rottura di un cavo di rimorchio.
In tutto, grazie ad una vasta operazione di soccorso mai tentata prima e che ha coinvolto oltre 20 navi mercantili e militari di diverse nazionalità e numerosi elicotteri di soccorso italiani e greci, sono state tratte in salvo 477 persone affrontando condizioni meteomarine estremamente difficili.

## L'incendio e i soccorsi
La motonave Norman Atlantic (186 metri di lunghezza e poco meno di 27.000 tonnellate di stazza lorda), agli ordini del comandante Argilio Giacomazzi, 62 anni, da La Spezia, è partita nel pomeriggio del 27 dicembre 2014 da Igoumenitsa, diretta ad Ancona, dove l'arrivo era previsto per le 17 del 28 dicembre. Durante la navigazione il traghetto, che aveva a bordo 443 passeggeri, 56 membri dell'equipaggio ed almeno sei clandestini, è rimasto vittima di un grave incendio nel Canale d'Otranto. Le fiamme sono divampate alle 4:30 ora italiana, a 33 miglia da Fanò, nel garage della nave, ove si trovavano 128 autocarri, 90 automobili, due autobus ed una moto, mentre il mayday è stato lanciato alle 4:47.
Durante la fase iniziale dell'abbandono della nave, svoltasi nella confusione, la lancia di salvataggio di dritta è stata distrutta dalle fiamme senza poter essere utilizzata, così come il MES (Marine Evacuation System, dispositivo per l'evacuazione della nave mediante scivolo e zattere gonfiabili) mentre la lancia di sinistra è stata ammainata in mare senza alcun ordine in tal senso da parte del comandante, e con a bordo solo 49 persone, un terzo della sua capienza (gli occupanti di tale imbarcazione sono stati recuperati dalla motonave Spirit of Piraeus) Sono state messe in mare anche alcune zattere gonfiabili, alcune delle quali si sono tuttavia capovolte provocando la morte per annegamento o ipotermia di diversi occupanti, mentre altri, rimasti aggrappati a delle cime, sono stati recuperati da elicotteri.
Una zattera ha cercato di riavvicinarsi al Norman Atlantic, da dove sono state calate delle biscagline, ma alcuni occupanti sono caduti e scomparsi in mare nel tentativo di risalire a bordo del traghetto, mentre gli altri, rimasti sulla zattera, sono stati successivamente recuperati dalla motonave Aby Jeannette, che ha complessivamente soccorso 39 persone dalle zattere e dal mare. Due passeggeri greci sono rimasti uccisi a causa di un incidente verificatosi con lo scivolo del sistema d'evacuazione MES. Alcuni passeggeri sono deceduti per ipotermia dopo essersi gettati od essere caduti in mare. Il primo ufficiale di macchina Gianluca Assante, anch'egli caduto in mare, è stato recuperato dalla petroliera Genmar Argus. Solo un centinaio di persone ha abbandonato la nave su zattere e lance o gettandosi in acqua, mentre le rimanenti sono state recuperate da elicotteri.
Mentre numerose navi mercantili in navigazione nei pressi (i traghetti Forza e Cruise Europa, la portacontainer Spirit of Piraeus, le portarinfuse Aby Jeannette, Stelios B., Plana e Salvinia, le petroliere Genmar Argus e Nissos Serifos, le chimichiere Evinos e Canneto M.) venivano dirottate sul luogo dell'incendio, da Brindisi sono partiti i rimorchiatori Tenax e Marietta Barretta (rispettivamente alle 7.40 ed alle 5) con otto vigili del fuoco suddivisi in 2 squadre e due motovedette della Guardia Costiera, mentre altre due motovedette sono salpate da Otranto e Santa Maria di Leuca; da Igoumenitsa e Corfù hanno preso il mare tre mezzi della Guardia Costiera greca, tra cui un battello antincendio. Sono inoltre decollati diversi elicotteri della Marina (sette), dell'Aeronautica (tre) e della Guardia Costiera (due) italiane, nonché delle analoghe forze elleniche (5 dell'Aeronautica greca, due della Marina e 4 dell'Esercito).

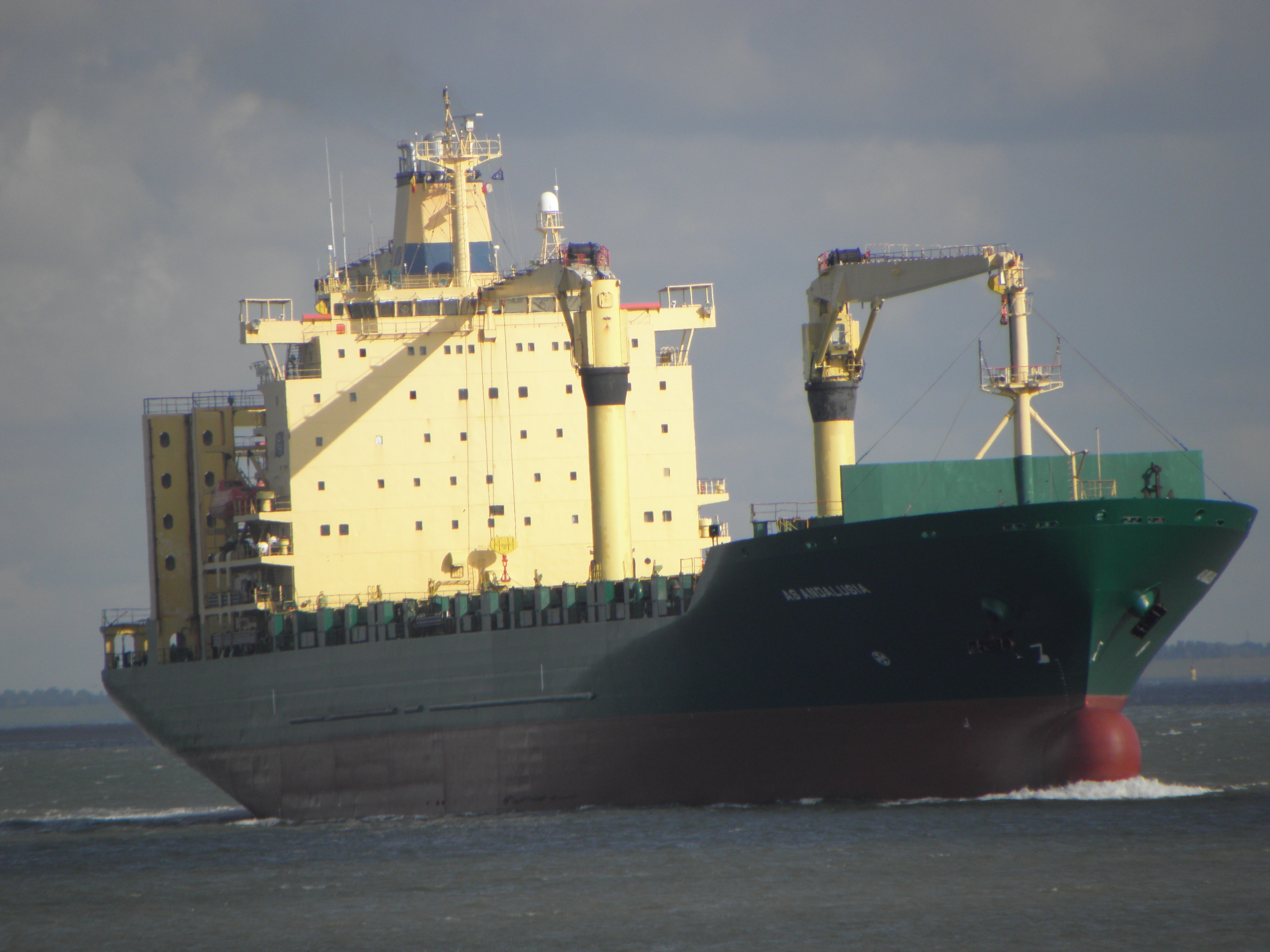
La portacontainer Spirit of Piraeus che ha recuperato 49 naufraghi, qui ripresa in una foto del 2011 scarica col precedente nome di AS Andalucia.

A causa delle estreme condizioni meteorologiche, con mare forza 7-8, onde alte fino a sei metri e vento ad oltre 50 km/h, e dell'incendio a bordo, i passeggeri rimasti a bordo, dopo la messa in mare di zattere e lance, hanno potuto essere evacuati esclusivamente per via aerea. Dopo il primo intervento di elicotteri da ricerca e soccorso dell'aeronautica militare greca, le operazioni sono state effettuate da elicotteri militari italiani che si appoggiavano inizialmente al traghetto Cruise Europa nominato OSC (On Scene Commander) ovvero comandante sul posto delle operazioni SAR, e poi alla nave da sbarco San Giorgio inviata quasi immediatamente dal porto di Brindisi; facendo la spola con il suo ponte di volo, gli elicotteri hanno potuto rapidamente trasferire i naufraghi raccolti nonostante il notevole numero di passeggeri ancora a bordo dopo i primi soccorsi.
Inizialmente, i superstiti recuperati dagli elicotteri sono stati trasferiti sul traghetto Cruise Europa (per un totale di 69), mentre in seguito all'arrivo della nave anfibia San Giorgio è divenuta quest'ultima la piattaforma di atterraggio per gli elicotteri. Il Cruise Europa non ha potuto recuperare nessuno dal mare a causa delle condizioni meteomarine fortemente avverse, che hanno anzi causato la perdita di una delle sue lance di salvataggio, la numero 4, precedentemente calata in mare nel tentativo di soccorso poi arenatasi danneggiata sulla costa albanese al pari della lancia di sinistra del Norman Atlantic.
Il primo naufrago recuperato da elicotteri, un passeggero in ipotermia che si trovava in mare aggrappato ad una zattera capovolta, è stato recuperato e portato all’aeroporto militare di Galatina alle ore 10; durante i soccorsi un uomo della Guardia Costiera ha riportato lievi ferite, mentre un elicottero è dovuto rientrare a causa della rottura di un verricello. Alle 11.46 il coordinamento delle operazioni di soccorso è stato assunto dalle autorità italiane (Maritime Rescue Sub Center di Bari, poi Maritime Rescue Coordination Center di Roma).
A mezzogiorno, con il salvataggio di un primo gruppo di 8 persone, trasportate a Galatina, ha avuto inizio il recupero dei passeggeri a bordo della nave mediante elicotteri del  84° Centro SAR di Gioia Del Colle e del 61º Stormo di Galatina, che hanno costituito un ponte aereo. Alle 13:12 ed alle 13:16 sono stati fatti partire da Brindisi, rispettivamente, la nave anfibia San Giorgio ed il rimorchiatore Asmara, precedute alle 11:30 da un altro rimorchiatore, l'Aline B.. Nel frattempo accorrevano sul luogo anche il pattugliatore albanese Butrinti, che, giunto sul posto alle 10:45, ha partecipato allo spegnimento dell’incendio insieme al Marietta Barretta a partire dalle 12:40 (opera nella quale è giunto ad assisterlo il gemello Lissus il giorno seguente), e la fregata greca Navarino (da Salamina hanno preso il mare anche la FAC Daniolos e la nave supporto logistico Axios).
Alle 14:06 i superstiti recuperati erano complessivamente 111; 26 dei quali recuperati da elicotteri (9 portati in Puglia e 17 sul Cruise Europa); alle 15:09 risultavano tratte in salvo 131 persone, 45 delle quali con elicotteri (36 sul Cruise Europa e le altre a terra), divenute 146 alle 16:10. Alle 15:30, intanto, il pattugliatore albanese Butrinti ha recuperato un passeggero greco caduto in mare. Alle 17:31 il rimorchiatore Marietta Barretta (impegnato con il Tenax anche ad arginare l’incendio con gli idranti di bordo), dopo diversi tentativi e con l'assistenza di un elicottero, è riuscito a prendere a rimorchio il Norman Atlantic.
Alle 19:30, mentre arrivava sul posto il San Giorgio, sulla quale hanno iniziato ad essere portati, invece che sul Cruise Europa (dove erano stati sino ad allora trasferiti 69 naufraghi), i superstiti, il numero dei salvati era salito a 165, divenuti 169 alle 21:02, quando il San Giorgio ha assunto il coordinamento dei soccorsi, e 172 alle 21:25. Essendosi spezzato il cavo di rimorchio, alle 21:55 del 28 dicembre il Marietta Barretta ha dovuto sostituire il cavo, riuscendo a riprendere il rimorchio.
Il recupero dei naufraghi, trasportati dagli elicotteri sul San Giorgio, è proseguito anche durante la notte, dopo l’arrivo in tarda serata del cacciatorpediniere lanciamissili Luigi Durand de la Penne, dotato di un ulteriore elicottero, che ha preso a bordo 31 naufraghi (successivamente trasferiti sul San Giorgio, sul quale ne erano precedentemente stati depositati 184). Alle 4:56 del 29 dicembre i naufraghi recuperati risultavano 221; poco dopo personale medico è stato depositato dagli elicotteri a bordo del Norman Atlantic. Alle 6:17 erano 251 le persone tratte in salvo, salite a 265 alle 7:02, a 290 alle 7:52, a 310 alle 8:41 e a 316 alle 9:15. Alle 9:35 i superstiti recuperati erano 329, saliti a 345 alle 9:49, 356 alle 10:17 e 379 alle 11:26. Alle 11:55 erano stati recuperati 391 sopravvissuti ed anche i corpi di quattro vittime (un primo passeggero era deceduto durante il recupero da parte di un elicottero il giorno precedente e la salma era stata portata a Brindisi). Durante tali operazioni è sopraggiunto anche un secondo pattugliatore albanese, il Lisus, che si è unito al gemello Butrinti ed ai rimorchiatori italiani nel gettare acqua per spegnere l'incendio.
Alle 13:10 407 persone risultavano tratte in salvo ed alle 13:35 solo nove membri dell’equipaggio erano rimasti sul Norman Atlantic, per effettuare un’ultima ispezione. Alle 14:10 solo il comandante Giacomazzi, assieme a quattro ufficiali della Marina Militare, era ancora a bordo del traghetto; alle 14:50 anche il comandante Giacomazzi ha lasciato la nave risultando l'ultimo nel fare ciò, come previsto dai protocolli vigenti. Oltre a tutti i passeggeri e membri dell'equipaggio presenti sul traghetto dopo l'iniziale concitato abbandono della nave sulle imbarcazioni, gli elicotteri hanno portato in salvo anche due cani che si trovavano sulla nave. Alle 15:37 sono state recuperate altre due salme, portando il numero delle vittime a sette, ed alle 20:06 altre due.
| Nazionalità | Vittime | Dispersi | Totale  |
| ----------- | ------- | -------- | ------- |
| Grecia      | 3       | 9        | 12      |
| Turchia     | 1       | 4        | 5       |
| Italia      | 2       | 2        | 4       |
| Germania    | 2       | 1        | 3       |
| Georgia     | 1       | 0        | 1       |
| Siria       | 0       | 2        | 2       |
| Iraq        | 0       | 1        | 1       |
| Albania     | 2*      | 0        | 2*      |
| Totale      | 9 (+2)  | 19       | 28 (+2) |

Complessivamente sono stati tratti in salvo 477 naufraghi (l'intero equipaggio, 418 passeggeri e tre clandestini), con operazioni aeree e navali durate 36 ore, mentre al 15 gennaio le vittime accertate risultavano 11 (9 tra i passeggeri del Norman Atlantic, tutti morti dopo essere finiti in mare durante l'iniziale abbandono della nave e prima dell'arrivo dei soccorsi, più 2 marinai albanesi del rimorchiatore Iliria, morti per la rottura del cavo di traino nel tentativo di rimorchiare il Norman Atlantic), e rimanevano 19 dispersi (due autotrasportatori italiani, nove passeggeri greci, una passeggera tedesca di origini libanesi, quattro passeggeri turchi ed almeno due clandestini siriani ed un iracheno.).
Cinque salme sono state recuperate dalla nave anfibia San Giorgio tra il 29 ed il 30 dicembre, mentre quattro sono state recuperate tra il 28 ed il 30 da motovedette della Guardia Costiera, che le hanno trasportate in Puglia. Altre due salme, avvistate in mare durante i soccorsi, non hanno potuto essere recuperate. A bordo del traghetto era presente anche un imprecisato numero di clandestini provenienti dal Medio Oriente, nascosti tra i camion nei garage, alcuni dei quali tratti in salvo. L'incertezza al 30 dicembre dipendeva anche dalla possibilità che a bordo vi potessero essere persone che non risultavano nelle liste di imbarco, nonostante non sia stato di certo praticato overbooking essendo la capienza nominale del traghetto di 850 passeggeri.
Delle navi soccorritrici, la Spirit of Piraeus, dopo aver dovuto rinunciare ad entrare a Brindisi alle 3 di notte del 29 dicembre (a seguito del ferimento di un pilota del porto durante il tentativo di trasbordare), è giunta a Bari alle 7:30 dello stesso giorno con 49 naufraghi. Il Cruise Europa ha raggiunto Igoumenitsa con 69 superstiti il medesimo giorno, mentre il San Giorgio, dopo aver recuperato altre due salme nella giornata del 30 (e dopo il trasferimento a bordo di 31 naufraghi presenti sul Durand de la Penne e di uno proveniente dalla Genmar Argus), è giunta a Brindisi poco dopo le 20 del 30 dicembre, con a bordo in tutto 212 sopravvissuti ed i corpi di 5 vittime. L'Aby Jeannette, dopo aver dovuto rinunciare ad attraccare dapprima a Brindisi, poi a Bari ed infine anche a Manfredonia a causa del mare molto mosso e di una tormenta di neve, ha dovuto fare rotta per Taranto, dov'è arrivata con 39 naufraghi (tra cui 3 feriti lievi) alle 14:15 del 31 dicembre. Più tardi, durante la giornata del 31, sono giunti in Grecia un peschereccio ed un elicottero con rispettivamente 73 e 7 naufraghi ed infine un'altra nave con l'ultimo gruppo di superstiti.

### Il rimorchio a Brindisi e le ispezioni sul relitto
Ad assistere il Norman Atlantic ormai abbandonato sono rimasti numerosi rimorchiatori, tra cui almeno cinque italiani (Marietta Barretta, Tenax, Asmara, Aline B. e A.H. Varazze), due albanesi (Adriatik e Iliria) ed uno ellenico (Ionion Pelagos), alcuni dei quali facenti capo alla società Smit Salvage ed inviati dall'armatore Visemar di Navigazione. Il 30 dicembre, a seguito di una nuova rottura del cavo del Marietta Barretta, il rimorchiatore albanese Iliria ha tentato di prendere il traghetto a rimorchio per portarlo a Valona, ma il cavo si è spezzato ferendo gravemente due marinai albanesi, deceduti poco dopo nonostante l'invio a bordo di un medico dal San Giorgio: il numero provvisorio delle vittime è così salito a 13. 
Per il relitto, posto sotto sequestro, è stato disposto il rimorchio verso il porto di Brindisi da parte dei rimorchiatori italiani incaricati dall'autorità italiana; il 31 dicembre il Marietta Barretta, assistito da Tenax ed Asmara, dopo numerosi tentativi falliti, è riuscito a prendere di nuovo la nave a rimorchio, ma a causa delle condizioni meteomarine avverse è stato deciso di portare temporaneamente il traghetto a ridossarsi nella baia di Valona, in attesa di condizioni migliori.
Il Norman Atlantic, rimorchiato dal Marietta Barretta e scortato da Tenax ed Asmara, ha potuto lasciare Valona alle 16:30 del 1º gennaio 2015; il relitto ha attraccato al molo Costa Morena Nord nel Porto di Brindisi il mattino del 2 gennaio. La prima ispezione del relitto è avvenuta nel pomeriggio dello stesso giorno, portando al recupero del Voyage Data Recorder della controplancia, mentre la seconda si è svolta nella tarda mattinata del 3 gennaio; entrambe sono avvenute sotto la supervisione del pm Ettore Cardinali. La terza ispezione, svolta la sera del 4 gennaio, ha interessato i ponti 6 e 7 (nonché una minima porzione del ponte 4) e portato al recupero del secondo registratore dei dati di viaggio (VDR - una specie di scatola nera delle navi), situato in plancia, sino ad allora inaccessibile a causa del calore. Durante le prime ispezioni gran parte della nave è rimasta inaccessibile, a causa della temperatura eccessiva (oltre 180 °C) di molti locali, del fumo che ancora li invadeva e dei focolai d'incendio ancora in corso, alimentati dall'ossigeno che affluiva all'interno con l'apertura dei locali. Con la quarta ispezione (che ha riguardato il ponte 5 e la sala controllo motori, situata a poppa del ponte 3), effettuata nel pomeriggio del 5 gennaio, circa il 50% della nave era stato esplorato; sul ponte 4 le temperature raggiungevano ancora i 200 °C, mentre in molti locali del ponte 3 erano di 80 °C. Il 6 gennaio si è tenuta un'ulteriore ispezione, di breve durata a causa delle difficili condizioni a bordo; si è constatato che i serbatoi della nave contenevano ancora 1200 tonnellate di carburante, non toccate dall'incendio, ma in serata è scoppiato un nuovo incendio sul ponte 4, estesosi al ponte 3 e domato solo dopo diverso tempo con l'intervento dei vigili del fuoco. Il 7 gennaio, mentre la temperatura a bordo risultava ancora di 140 °C, il Norman Atlantic, dopo che ispezioni subacquee hanno rivelato che le pinne stabilizzatrici erano rientrate (contrariamente a quanto ritenuto), è stato ormeggiato in posizione più sicura e prossima al molo previa rimozione dei distanziatori. Il 10 gennaio, dopo una temporanea restrizione dell'accesso all'area portuale di Brindisi a scopo precauzionale (temendo esplosioni sul relitto), i vigili del fuoco hanno potuto accedere al ponte 3 mediante il portello di accesso per i piloti, constatando che la temperatura sul ponte era scesa a 21 °C e che gli incendi erano cessati, sebbene i ponti inferiori restassero invasi dal fumo.
L'11 gennaio si è proceduto all'aspirazione del fumo dai ponti inferiori; in mattinata è stata ispezionata l'area delle cabine, mentre in serata, eliminato il monossido di carbonio che impediva inizialmente l'accesso, è stata compiuta anche la prima ispezione ai ponti 1 e 2 (che si è scoperto essere stati interessati dall'incendio solo in minima parte), senza che venisse trovata alcuna salma.
Le autopsie condotte sulle nove vittime recuperate, effettuate tra il 12 ed il 14 gennaio, hanno confermato l'ipotermia (e l'annegamento causato dai suoi effetti) come causa della morte; su uno dei corpi sono stati rilevati morsi di squalo, subiti però posteriormente al decesso. Il 14 gennaio sono iniziate le operazioni per la definitiva aspirazione del fumo raffreddato che permaneva nei ponti 1, 2 e 3 della nave, concluse quattro giorni più tardi. Il 15 gennaio è stato annunciato che i dispersi erano 18, tra cui due clandestini provenienti dalla Siria, mentre il 23 gennaio è giunta notizia di un altro clandestino, iracheno, tra i dispersi.
Il 2 febbraio, durante un'ispezione compiuta da medici legali e personale della Capitaneria di Porto e del SIS dei Carabinieri, è stato rinvenuto, all'interno di uno dei tir parcheggiati al ponte 4, il corpo carbonizzato di un uomo. Il 7 febbraio i resti di un'altra presunta vittima del Norman Atlantic, una donna, sono stati trovati sulla costa di Corfù, mentre il 13 febbraio un'altra salma è stata trovata a bordo del relitto, sul pavimento del ponte 3.
Nel frattempo, le analisi dei VDR hanno rivelato che quello della controplancia poteva fornire solo dati illeggibili, mentre quello della plancia è risultato seriamente danneggiato dalle fiamme.
La sera dello stesso 13 febbraio il Norman Atlantic ha lasciato Brindisi a rimorchio del Marietta Barretta diretto a Bari, dove è giunto nel primo pomeriggio del 14, per poi ormeggiarsi al molo 12. Il 25 febbraio lo sbandamento di 5 gradi a dritta del relitto è stato corretto con il riempimento con acqua di mare di alcuni serbatoi. Il 1º marzo è stato rinvenuto sulla spiaggia di Monticelli (Ostuni) il corpo di un uomo, forse uno dei dispersi. Un mese dopo la salma di un altro uomo, con indosso un giubbotto salvagente del tipo in uso sul Norman Atlantic, è stata rinvenuta da un pescatore fuori del porto di Castro (Lecce).
Il relitto è stato svuotato solo nel novembre del 2015 nel porto di Bari, dove è stato ormeggiato fino a luglio 2019.

### Il rimorchio e la demolizione in Turchia
Nel pomeriggio del 12 luglio 2019, il relitto parte per la demolizione, da svolgersi ad Aliağa (Turchia), grazie all'ausilio del rimorchiatore Ionion Pelagos.

### I mezzi impiegati nelle operazioni di soccorso

#### Albania
Roja Bregdetare

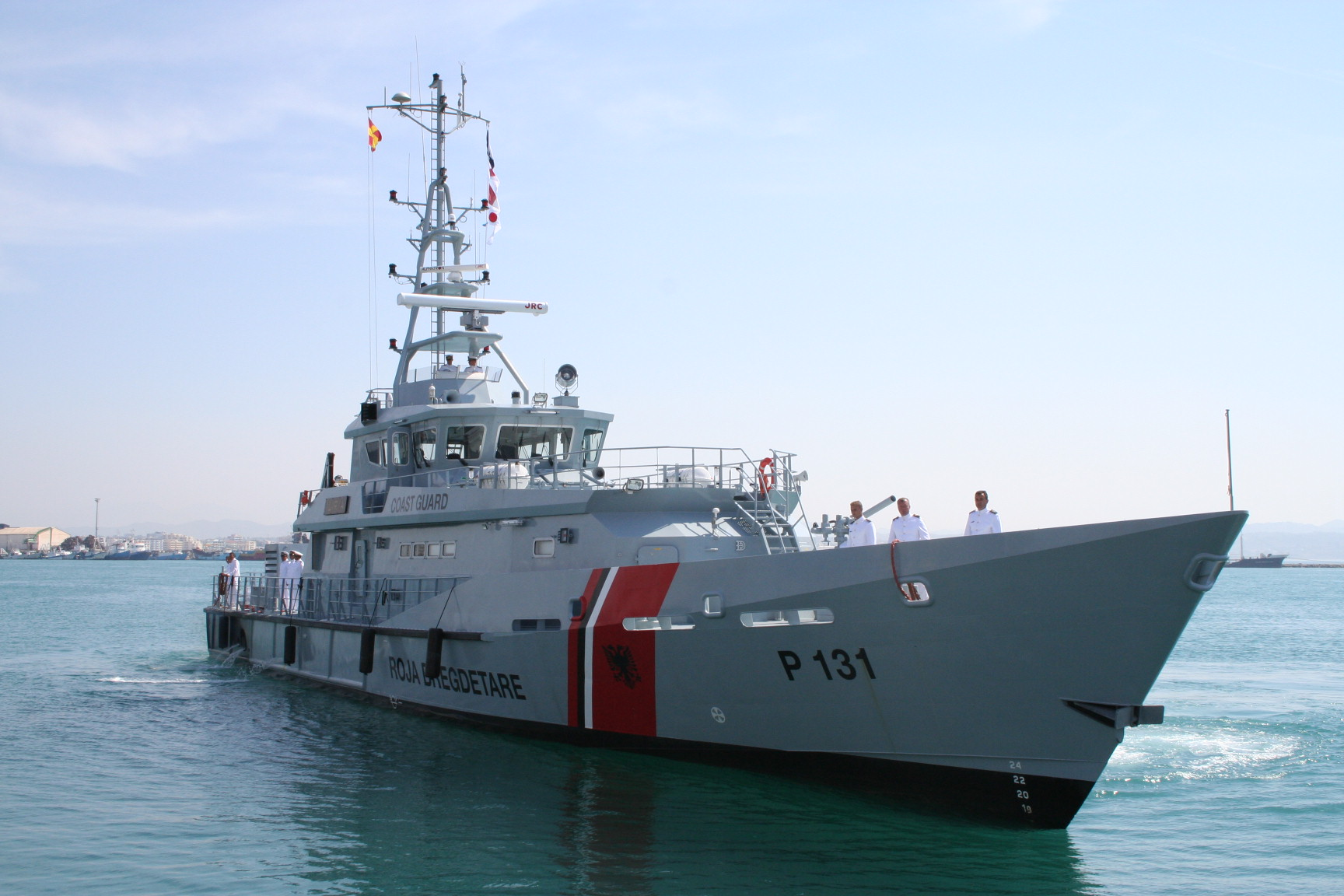
Il pattugliatore P 131 Iliria
gemello del P 133 Lissus e del P 134 Butrinti.

- 2 pattugliatori il P 133 Lissus e il P 134 Butrinti

#### Grecia
Polemikí Aeroporía
- 2 AS-332C1 "Super Puma" del 384th CSAR/SAR "Puma" di Eleusi (equipaggio misto guardacoste in qualità di aerosoccorritori + piloti e aviatori)
- 2 C-130H Hercules del 356th TTS "Hercules" di Eleusi (voli di rimpatrio dall'Italia alla Grecia, il 1º verso Eleusi, composto da 43 naufraghi sbarcati a Bari e nel Leccese di cui: 40 greci e 3 stranieri; il 2º da Brindisi all'aeroporto internazionale "Venizelos" di Atene composto esclusivamente da 23 greci.)
- 3 AB-205

 Polemikó Nautikó
- 2 SH-70 "Aegean Hawk"
- 1 fregata: Navarino (F 461)

 Limenikò Sòma
- 3 motovedette (PLS 142 da Corfù e le PLS 133 e PLS 135 da Igoumenitsa)

 Ellinikòs Stratòs
- 2 NH-90
- 2 CH-47D "Chinook"

#### Italia
Aeronautica Militare
- 3 elicotteri HH139A di due diversi centri SAR del 15º Stormo[118][119] per 25 ore di volo circa in 15 sortite (56 naufraghi recuperati)
- 5 basi aeree mobilitate: Aeroporto di Pratica di Mare (RM) con l'85º Centro C/SAR (1 elicottero HH139A), Gioia del Colle (BA) con l'84º Centro C/SAR (2 elicotteri HH139A), Lecce-Galatina (LE) con il 61º Stormo e Brindisi-Casale (BR) (queste due come basi di appoggio/rischieramento supporto medico ai naufraghi), Sigonella (CT) con un velivolo Atlantic del 41º Stormo[120].
- 200 uomini in totale

 Guardia costiera
- 4 motovedette d'altura (CP 309, CP 310, CP 263[121] e 809[122])
- 1 aeropattugliatore marittimo ATR 42 MP "Manta" 10-03
- 2 elicotteri AW139 "Nemo" 11-03[123]

 Marina Militare
- Nave San Giorgio (L 9892) (dopo aver recuperato i naufraghi tramite elicotteri[124], vi vengono trasbordati quelli salvati dal De la Penne, all'approdo a Brindisi sbarca 212 sopravvissuti e 5 salme[125])
- Nave Luigi Durand de la Penne (D 560), dotato di proprio velivolo (recupera mediante elicotteri 31 naufraghi, poi trasferiti sul San Giorgio[126])
- 7 elicotteri (3 AB212; 3 EH101[127][128][129] e 1 SH90 provenienti rispettivamente dalle basi aeree di Grottaglie, Catania e Luni con i relativi equipaggi di volo, che per l'esigenza sono stati richiamati dalle loro licenze.[130])
- 400 uomini

 Vigili del fuoco
- 1 elicottero AB412 "Drago" VF-67[131] ha calato a bordo dei rimorchiatori altri uomini e strumenti col compito di assicurare il rimorchio e di spegnere eventuali focolai di incendio[132][133][134].
- 2 squadre antincendio per un totale di 8 uomini imbarcati su 2 rimorchiatori della F.lli Barretta dall'inizio dell'emergenza.

#### Mercantili in navigazione dirottati per prestare soccorso
- M/n Cruise Europa (approdata ad Igoumenitsa con 69 naufraghi, trasportati a bordo da elicotteri[135])
- M/n Spirit of Piraeus (approdata al porto di Bari con 49 naufraghi, gli occupanti di una lancia di salvataggio del Norman Atlantic, la mattina del 29 dicembre)[136]
- M/c Aby Jeannette (giunta nel porto di Taranto con 39 naufraghi, recuperati da zattere del Norman Atlantic, nel pomeriggio del 31 dicembre[17][137])
- M/n Genmar Argus (recupera un naufrago, il primo ufficiale di macchina Gianluca Assante, poi trasferito in elicottero sul San Giorgio, quindi prosegue per l'Egitto)[138][139]
- M/c Evinos
- M/n Salvinia
- M/n Forza
- M/c Canneto M
- M/c Nissos Serifos
- M/n Plana
- M/n Stelios B.

#### Rimorchiatori
- Marietta Barretta (Impresa f.lli Barretta)
- Tenax (Impresa f.lli Barretta)
- Asmara (Impresa f.lli Barretta)
- Aline B (ENI)
- A.H. Varazze (SMIT Salvage)
- Ionion Pelagos (noleggiato dalla SMIT Salvage)[140]
- Iliria (sul quale si è registrata la morte di 2 marittimi albanesi[37] nella rottura del cavo nel tentativo di rimorchio del Norman Atlantic[141])
- Adriatik

## Il procedimento penale e le indagini
La Procura della Repubblica di Bari ha immediatamente aperto un fascicolo penale per l'incidente del 28 dicembre sul traghetto Norman Atlantic, iscrivendo immediatamente sul registro delle notizie di reato (c.d. registro degli indagati) il comandante, Argilio Giacomazzi, e l'armatore, Carlo Visentini.
Il 2 gennaio 2015, dopo i primi accertamenti condotti dal pubblico ministero Ettore Cardinali, che coordina le indagini sull'incendio, sono stati indagati altri quattro soggetti: due membri dell'equipaggio (il primo ufficiale di bordo e il responsabile della sicurezza) e di due rappresentanti della ditta greca noleggiatrice, la Anek Line.
I reati contestati sono naufragio e incendio colposo, oltre ad abbandono della nave (per i membri dell'equipaggio).
Il 22 maggio 2015 si è aperto avanti al tribunale penale di Bari l'incidente probatorio, con il quale è stato affidato l'incarico ai periti del giudice per le indagini preliminari Alessandra Piliego di eseguire le indagini di natura tecnica al fine di verificare i malfunzionamenti ai sistemi antincendio e l'applicazione o meno delle corrette procedure di gestione emergenza e di sbarco passeggeri durante l'incidente, e di completare l'analisi della "scatola nera", ancora non eseguita in quanto il danneggiamento della capsula VDR ha finora impedito di estrarre i file audio di ciò che venne detto in plancia di comando durante l'emergenza; a questo riguardo è stato dato incarico ai periti anche di verificare le conversazioni intervenute tra il comandante Argilio Giacomazzi e la terra, sia tramite telefonini che per e-mail la notte del 28 dicembre 2015.
Il 2 giugno 2015 è stato aperto il portellone di poppa della nave, onde consentire lo smaltimento dei liquidi presenti sulla nave e lo smassamento dei mezzi ancora presenti a bordo.
Nel mese di ottobre 2015 i periti incaricati dal GIP di Bari dott.ssa Piliego, in ambito dell'incidente probatorio in corso, hanno recuperato le tracce audio del VDR che erano state considerate definitivamente illeggibili, dalle quali stanno emergendo molti elementi che saranno utili agli inquirenti per l'accertamento delle responsabilità penali e per valutare le modalità di sviluppo dell'incidente.
Nel periodo tra marzo ed aprile del 2016 si è ultimata l'operazione di smassamento della nave e scarico degli automezzi, alcuni dei quali (sul ponte 1-2, quelli più bassi e non interessati direttamente dall'incendio) sono stati contro ogni aspettativa recuperati in condizioni di funzionalità e restituiti ai proprietari.
All'esame dei periti restano ancora i molti quesiti proposti loro dal GIP, ed in particolare da accertare focolaio iniziale e modalità di propagazione dell'incendio, in relazione al funzionamento degli apparati antincendio e comportamento dell'equipaggio.
Le indagini, ancora in corso, condotte dai pm della procura di Bari Ettore Cardinali e Federico Perrone Capano, mirano a ricostruire le cause dell'incendio – che dovrebbe aver avuto origine sul ponte 4 da un camion come emerge dall'audio della scatola nera, pubblicato da Il Fatto Quotidiano – ed eventuali errori nella fase di gestione da parte dell'equipaggio.
Nel dicembre 2016, due studi legali che rappresentano un centinaio di passeggeri hanno presentato una causa civile per oltre 10 milioni di euro di danni, trasformando il caso del Norman Atlantic in una delle richieste di risarcimento più grandi d'Italia.
Il 30 aprile 2019, il GIP del Tribunale di Bari Francesco Agnino ha disposto il dissequestro della motonave, a distanza di 4 anni dal disastro.
Il 6 maggio 2019 è iniziata l'udienza preliminare presso l'aula bunker di Bitonto nel quale oltre all'armatore Carlo Visentin ed i due legali rappresentanti della compagnia greca Anek, sono imputati gran parte dei membri dell'equipaggio per le violazioni commesse prima e dopo l'incendio e l'abbandono della nave durante l'emergenza. Il 6 ottobre 2023 sono stati condannati al termine del processo tre imputati: il comandante Argilio Giacomazzi, il primo ufficiale di macchina Gianluca Assante e il membro dell'equipaggio Francesco Nardulli, con pene dai 3 ai 6 anni di reclusione.

### Filmografia
- Documentario sulla vicenda